# The Chronological Classics: Benny Carter and His Orchestra 1933-1936
| Recensione | Giudizio |
| ---------- | -------- |
| AllMusic   | [ 1 ]    |

The Chronological Classics: Benny Carter and His Orchestra 1933-1936 è una Compilation del sassofonista jazz statunitense Benny Carter, pubblicato dall'etichetta discografica francese Classics Records nel 1990.

## Tracce
1. Firebird – 3:16 (Spike Hughes) – Registrato il 19 maggio 1933 a New York
2. Music at Sunrise – 3:02 (Tradizionale; arrangiamento di Spike Hughes) – Registrato il 19 maggio 1933 a New York
3. How Come You Do Me Like You Do? – 3:03 (Gene Austin, Roy Bergere) – Registrato il 19 maggio 1933 a New York
4. Blue Interlude – 3:23 (Benny Carter) – Registrato il 10 ottobre 1933 a New York
5. I Never Knew – 3:02 (Gus Kahn, Ted Fiorito) – Registrato il 10 ottobre 1933 a New York
6. Once Upon a Time – 3:24 (Benny Carter) – Registrato il 10 ottobre 1933 a New York
7. Krazy Kapers – 3:28 (Benny Carter) – Registrato il 10 ottobre 1933 a New York
8. Devil's Holiday – 3:05 (Benny Carter) – Registrato il 16 ottobre 1933 a New York
9. Lonesome Nights – 3:32 (Irving Mills, Benny Carter) – Registrato il 16 ottobre 1933 a New York
10. Symphony in Riffs – 3:01 (Irving Mills, Benny Carter) – Registrato il 16 ottobre 1933 a New York
11. Blue Lou – 3:04 (Irving Mills, Edgar Sampson) – Registrato il 16 ottobre 1933 a New York
12. Shoot the Works – 2:56 (Irving Mills, Benny Carter) – Registrato il 13 dicembre 1934 a New York
13. Dream Lullaby – 3:07 (Irving Mills, Benny Carter) – Registrato il 13 dicembre 1934 a New York
14. Everybody Shuffle – 2:57 (Benny Carter) – Registrato il 13 dicembre 1934 a New York
15. Synthetic Love – 2:45 (Irving Mills, Ned Washington, Benny Carter) – Registrato il 13 dicembre 1934 a New York
16. Swingin' at Maida Vale – 2:42 (Benny Carter) – Registrato il 15 aprile 1936 a Londra (Inghilterra)
17. Nightfall – 3:09 (Benny Carter) – Registrato il 15 aprile 1936 a Londra (Inghilterra)
18. Big Ben Blues – 2:59 (Benny Carter) – Registrato il 15 aprile 1936 a Londra (Inghilterra)
19. These Foolish Things – 3:00 (Eric Maschwitz, Jack Strachey) – Registrato il 15 aprile 1936 a Londra (Inghilterra)
20. When Day Is Done – 2:56 (Buddy DeSylva, Robert Katscher) – Registrato a fine aprile del 1936 a Londra (Inghilterra)
21. I've Got Two Lips – 2:56 (Leonard Feather) – Registrato a fine aprile del 1936 a Londra (Inghilterra)
22. Just a Mood – 3:29 (Benny Carter) – Registrato a fine aprile del 1936 a Londra (Inghilterra)
23. Swingin' the Blues – 3:03 (Benny Carter) – Registrato a fine aprile del 1936 a Londra (Inghilterra)

## Musicisti
Firebird / Music at Sunrise / How Come You Do Me Like You Do?

Spike Hughes and His Negro Orchestra
- Spike Hughes - arrangiamento, direttore orchestra
- Spike Hughes - contrabbasso (brano: How Come You Do Me Like You Do?)
- Benny Carter - clarinetto, sassofono alto
- Benny Carter - sassofono soprano (brano: Firebird)
- Henry Allen - tromba
- Henry Allen - voce (brano: How Come You Do Me Like You Do?'')
- Leonard Davis - tromba (eccetto brano: How Come You Do Me Like You Do?'')
- Howard Scott - tromba (eccetto brano: How Come You Do Me Like You Do?'')
- Dicky Wells - trombone
- Wilbur De Paris - trombone (eccetto brano: How Come You Do Me Like You Do?'')
- George Washington - trombone (eccetto brano: How Come You Do Me Like You Do?'')
- Howard Johnson - clarinetto, sassofono alto (eccetto brano: How Come You Do Me Like You Do?'')
- Wayman Carver - clarinetto, sassofono alto, flauto
- Coleman Hawkins - clarinetto, sassofono tenore
- Chu Berry - sassofono tenore
- Red Rodriguez - pianoforte
- Lawrence Lucie - chitarra
- Ernest Hill - contrabbasso (eccetto brano: How Come You Do Me Like You Do?'')
- Sidney Catlett - batteria

Blue Interlude / I Never Knew / Once Upon a Time / Krazy Kapers

The Chocolate Dandies
- Benny Carter - tromba
- Benny Carter - sassofono alto (brano: Blue Interlude)
- Max Kaminsky - tromba
- Floyd O'Brien - trombone
- Chu Berry - sassofono tenore
- Teddy Wilson - pianoforte
- Lawrence Lucie - chitarra
- Ernest Hill - contrabbasso
- Sid Catlett (o Mezz Mezzrow) - batteria

Devil's Holiday / Lonesome Nights / Symphony in Riffs / Blue Lou

Benny Carter and His Orchestra
- Benny Carter - clarinetto, sassofono alto, direttore orchestra
- Eddie Mallory - tromba
- Bill Dillard - tromba
- Dick Clark - tromba
- J.C. Higginbotham - trombone
- Fred Robinson - trombone
- Keg Johnson - trombone
- Wayman Carver - sassofono alto, flauto
- Glyn Paque - sassofono alto
- Johnny Russell - sassofono tenore
- Teddy Wilson - pianoforte
- Lawrence Lucie - chitarra
- Ernest Hill - contrabbasso
- Sid Catlett - batteria

Shoot the Works / Dream Lullaby / Everybody Shuffle / Synthetic Love

Benny Carter and His Orchestra
- Benny Carter - clarinetto, sassofono alto, direttore orchestra
- Russell Smith - tromba
- Otis Johnson - tromba
- Irving Randolph - tromba
- Benny Morton - trombone
- Keg Johnson - trombone
- Ben Smith - sassofono alto
- Russell Procope - sassofono alto
- Ben Webster - sassofono tenore
- Teddy Wilson - pianoforte
- Clarence Holiday - chitarra
- Elmer James - contrabbasso
- Walter Johnson - batteria
- Charles Holland - voce (brano: Synthetic Love)

Swingin' at Maida Vale / Nightfall / Big Ben Blues / These Foolish Things

Benny Carter and His Orchestra
- Benny Carter - direttore orchestra
- Benny Carter - clarinetto, sassofono alto (brano: Swingin' at Maida Vale)
- Benny Carter - clarinetto, sassofono tenore (brano: Nightfall)
- Benny Carter - sassofono alto, pianoforte, voce (brano: Big Ben Blues)
- Benny Carter - tromba, clarinetto, sassofono alto (brano: These Foolish Things)
- Max Goldberg - tromba
- Tommy McQuater - tromba
- Duncan Whyte - tromba
- Ted Heath - trombone
- Bill Mulraney - trombone
- Andy McDevitt - clarinetto, sassofono alto
- E.O. Pogson - sassofono alto
- Buddy Featherstonhaugh - sassofono tenore
- George Elliott - chitarra
- Al Burke - contrabbasso
- Ronnie Gubertini - batteria

When Day Is Done / I've Got Two Lips / Just a Mood / Swingin' the Blues

Benny Carter and His Orchestra
- Benny Carter - direttore orchestra
- Benny Carter - tromba, sassofono alto (brano: When Day Is Done)
- Benny Carter - clarinetto, sassofono alto (brano: I've Got Two Lips)
- Benny Carter - clarinetto (brano: Just a Mood)
- Benny Carter - tromba, sassofono alto (brano: Swingin' the Blues)
- Tommy McQuater - tromba
- Duncan Whyte - tromba
- Andy McDevitt - clarinetto, sassofono alto
- Buddy Featherstonhaugh - sassofono tenore
- George Elliott - chitarra
- Ronnie Gubertini - batteria[2]